# Restauración de Octubre
Se denomina Restauración de Octubre o Yushin de Octubre (en coreano 시월유신, hanja 十月維新, romanización revisada Shiwol Yushin) al autogolpe dado por el presidente surcoreano Park Chung-hee en octubre de 1972 para asumir poderes dictatoriales.
Park había llegado al poder como líder del Consejo Supremo para la Reconstrucción Nacional después del golpe militar del 16 de mayo de 1961, y en 1963 ganó unas elecciones democráticas, por lo que asumió el poder en un gobierno civil, volviendo a triunfar en las elecciones de 1967 y 1971.

## Contexto

### Samseon Gaeheon:Park consigue un tercer mandato
En 1969, Park consiguió enmendar la constitución de 1962 para obtener un tercer mandato. Hasta entonces se había comprometido a abandonar el poder en 1971, pero consiguió cambiar el artículo que limitaba a dos los mandatos para seguir gobernando ante la imposibilidad de nombrar a un sucesor, ya que había fuertes tensiones en el partido del gobierno (el Democrático Republicano) sobre ese tema: el candidato favorito, el más tarde primer ministro Kim Jong-pil, no contaba con el apoyo del ala más conservadora del partido ni del ejército.
La decisión se tomó la mañana del 14 de septiembre, en un contexto de gran tensión: el presidente ordenó rodear y llenar el edificio de la Asamblea Nacional de policía, y en el interior de la misma todos los diputados de la oposición habían organizado una sentada para evitar que la cámara aprobara la reforma. Sin embargo, Chung-hee impuso finalmente el ansiado cambio, que sometió a un plebiscito amañado en octubre, y pudo presentarse en 1971.

### Elecciones legislativas y presidenciales de 1971
1971 fue un año de elecciones en Corea del Sur: las elecciones presidenciales fueron el 27 de abril, y las legislativas, el 5 de mayo. En el primer caso, Park tuvo que vérselas con un candidato difícil: Kim Dae-jung. Kim, líder de la oposición y candidato del Nuevo Partido Democrático, era un orador brillante, reconocido por sus intervenciones en la Asamblea; además, venía de la región de Jeolla, ignorada por los gobiernos surcoreanos hasta entonces, ya que todos los presidentes habían nacido en Gyeosang y por tanto daban a la región un trato de favor. A pesar de todos los obstáculos puestos por Park en su candidatura y en las elecciones, la diferencia fue muy ajustada: Park obtuvo un 53.2% de los sufragios emitidos, Kim un 45.3% y los otros candidatos no sumaron más de un 1.5%.
En el proceso electoral legislativo, el Partido Democrático Republicano del presidente ganó 113 escaños, con un 48.8% de los votos; el Nuevo Partido Democrático obtuvo 89 escaños, con un 44.4% de los sufragios, y el resto de partidos sumaron 2 escaños, con un 6.5% de todos los votos emitidos. Aunque era una gran mayoría, Park no podía seguir modificando las leyes a su antojo de manera legal, pues se requerían, según la constitución de 1962, dos tercios de la cámara.

### Declaración Conjunta Norte-Sur: esfuerzos por la reunificación
El día de Año Nuevo de 1972, Park anunció, en un discurso, una noticia histórica: por primera vez en diecinueve años, la Corea del Norte de Kim Il-sung y el país negociarían y hablarían sobre la reunificación. El proceso provocó gran entusiasmo entre la población.
Tras reuniones informales entre el Partido de los Trabajadores de Corea y el servicio de inteligencia surcoreano, camufladas bajo la apariencia de diálogo neutral a través de la Cruz Roja, el 4 de mayo el director de la Agencia Central de Inteligencia de Corea y hombre de confianza del presidente, Lee Hu-rak, visitó Pionyang con el fin de hablar directamente con Kim Il-sung; de esa reunión surgió la Declaración Conjunta Norte-Sur del 4 de julio de 1972, donde se establecieron los puntos clave para el proceso, con un fuerte tinte nacionalista y patriótico. De esa manera, y con mediación de la Cruz Roja, se extendió una línea telefónica entre Seúl y Pionyang.
Sin embargo, la reunión tuvo otros puntos negativos, que el propio Lee comunicó a Chung-hee: si se llevase a cabo la reunificación, la unidad en torno a la figura de Kim existente en Corea del Norte dificultaría su perpetuación en el poder, y, por otro lado, Estados Unidos condenaba totalmente el diálogo. Fue precisamente la adhesión al gobierno de Kim lo que hizo pensar a Park dos cosas: que, como militar reconocido, las ofensas hacia su persona toleradas hasta entonces eran algo fuera de lugar, y que además se comenzaba a dudar de su integridad y capacidad de mando, ya que, según la tradición coreana, la oposición a un líder era símbolo de la desaprobación divina. De ahí que comenzara a dudar de los beneficios de garantizar libertad a sus ciudadanos.

## Cronología

Emblema del Consejo Nacional para la Unificación, el órgano colegiado que elegía al Presidente y a un tercio de los diputados.

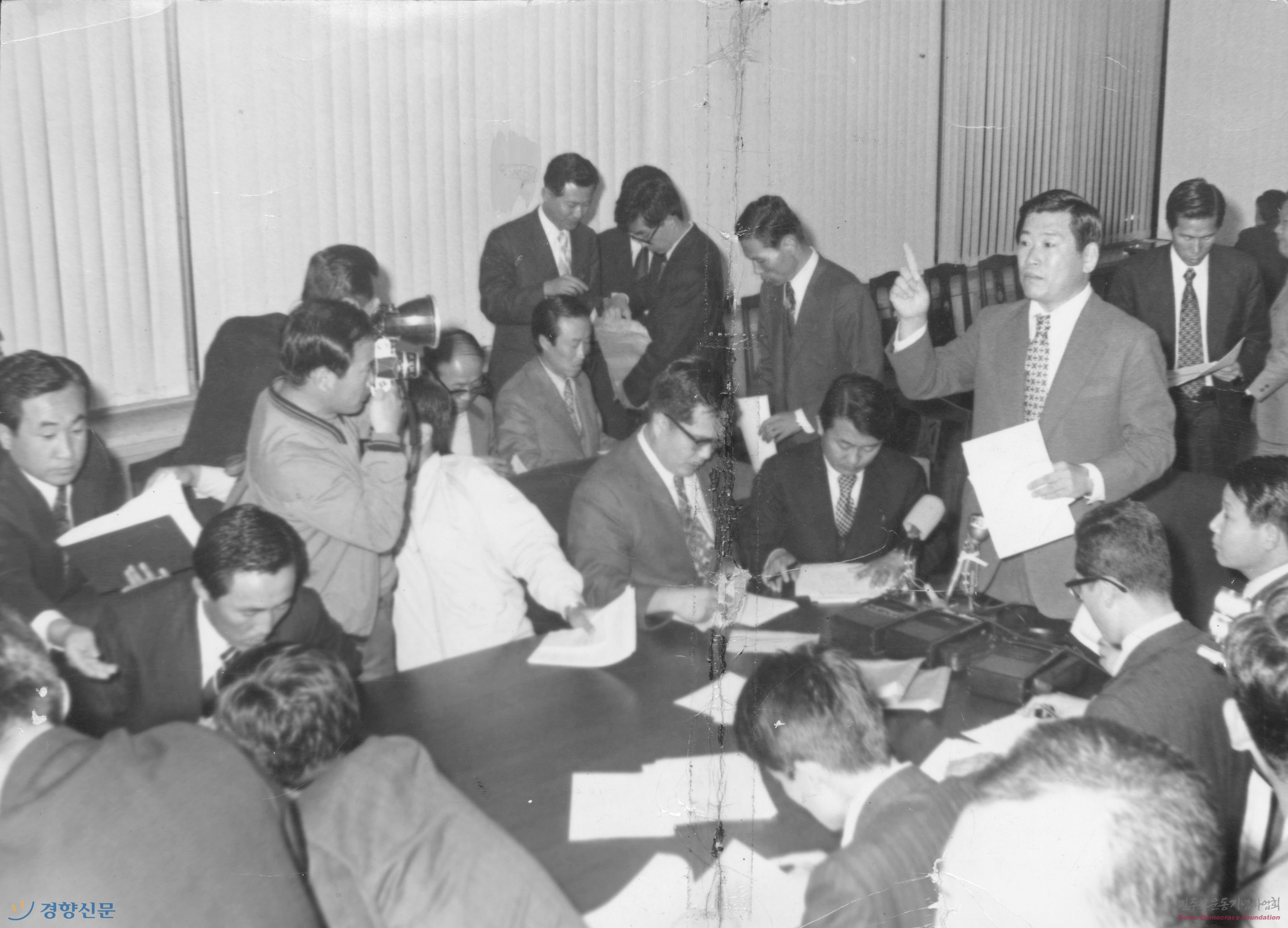
Kim Sung-jin, representante de la Casa Azul, anunciado la Restauración de Octubre en una conferencia de prensa el 17 de octubre de 1972.

El 17 de octubre de 1972, Park, inspirado también por la decisión tomada por su homólogo filipino Ferdinand Marcos, se dirigió hacia el país para comunicar su decisión de declarar el estado de emergencia. La razón dada en inicio fue que el inicio de relaciones diplomáticas entre China y Estados Unidos había sido el detonante de la situación, pero más tarde, con el fin de evitar enfurecer a EE. UU., el comunicado cambió ese argumento y se llamó al casus belli «virulento panorama internacional». Inmediatamente después de su lectura se anunció la suspensión de la constitución y se declaró la ley marcial. Se cerraron las universidades, y se suspendieron las libertades de prensa y expresión, que fueron sometidas a censura.
Comenzó la redacción de una nueva constitución, cuyo texto íntegro se desveló diez días después, el 27 de octubre. Esta constitución tenía un fuerte carácter autoritario, y permitió que Park mantuviese su poder de manera indefinida, pues poseía los siguientes elementos:
- Reelección ilimitada, con mandatos de seis años.
- Elección indirecta a través de un colegio electoral, el Consejo Nacional para la Unificación, al estilo de Estados Unidos, encargado también de elegir un tercio de los diputados de la Asamblea Nacional, la Asociación de Amigos del Gobierno, Yujonghoe. Este nombre tenía, además, un fuerte carácter anticomunista, pues el término “Unificación” se usaba entonces como sinónimo de derrota del gobierno comunista de Corea del Norte.[4] Los ciudadanos elegirían a los delegados, encargados de escoger al presidente. Sin embargo, el sistema se modificó para que Park siguiera en el poder, pues los requisitos para ser candidato eran extremadamente estrictos y solo él los cumplía.
- Capacidad de convocar el estado de emergencia a discreción con el fin de aprobar leyes sin necesidad de que estas fuesen examinadas por parte de la Asamblea Nacional (es decir, gobierno por decreto). Esta parte de la constitución era similar a la Ley Habilitante que permitió a Adolf Hitler gobernar de manera dictatorial Alemania entre 1933 y 1945 y suprimir las limitaciones al poder impuestas por la República de Weimar.

Artículo 53. 
1. El Presidente podrá imponer medidas de emergencia en política interior y exterior, diplomacia, defensa, economía, hacienda y justicia, si el riesgo de catástrofe natural, crisis económica o fiscal, amenaza a la seguridad nacional o el interés general así lo exigieran.
2. En los casos previstos en el apartado anterior, el Presidente podrá suspender los derechos y libertades de los ciudadanos estipuladas en esta Constitución. También podrá imponer medidas de emergencia que afecten a las potestades del Gobierno y los Tribunales.
3. En los casos previstos en los apartados anteriores, el Presidente notificará inmediatamente a la Asamblea Nacional.
4. Las medidas previstas en los apartados 1 y 2 no se someterán al control de los Tribunales.
5. Cuando cese la situación de emergencia, el Presidente deberá levantar inmediatamente las medidas impuestas.
6. La Asamblea Nacional, por mayoría absoluta de sus miembros de elección directa, podrá solicitar el levantamiento de las medidas de emergencia, sin que el Presidente pueda negarse a hacerlo salvo por causa justificada.
Artículo 54.
1. El Presidente podrá declarar la ley marcial conforme a la ley cuando sea necesario mantener el orden público en tiempo de guerra, calamidad o cualquier emergencia nacional equivalente.
2. La ley marcial obedecerá a causas de emergencia y de orden público.
3. Tras la declaración de la ley marcial, se podrán imponer medidas especiales que afecten a la inviolabilidad del domicilio, la libertad de expresión, la censura previa, los derechos de reunión y asociación y a las potestades del Gobierno y los Tribunales, conforme a la Ley.
4. El Presidente notificará inmediatamente a la Asamblea Nacional la declaración de la ley marcial.

5. Si la Asamblea Nacional, por mayoría absoluta de sus miembros de elección directa, solicitare el levantamiento de la ley marcial, el Presidente no podrá negarse a hacerlo.
Constitución de la República de Corea de 1972

En resumen, Park había legitimado, a través de una nueva carta magna, su propia dictadura, pero para dar una mayor apariencia de pluralidad y participación, decidió someterla a un referéndum celebrado el 21 de noviembre de 1972. El plebiscito, obviamente, estaba manipulado por el gobierno, pues seguía en vigor el estado de emergencia y se caracterizaba al opositor a la constitución, según la propaganda oficial, como antipatriota y procomunista. El resultado fue de un 92.3% a favor de la nueva constitución, un 7.7% en contra y un porcentaje despreciable de votos nulos, con una participación del 92%.
A este nuevo proceso se le dio el nombre de Yushin (en coreano, “restauración” o “renovación”). Este término estaba inspirado en la pronunciación coreana del período conocido en japonés como 明治維新 (Meiji Ishin, “restauración Meiji”), pues Park había servido en el ejército japonés de Manchukuo y admiraba la cultura y política japonesas. En la actualidad, a este período se le llama Dictadura o Régimen Yushin.

## Consecuencias

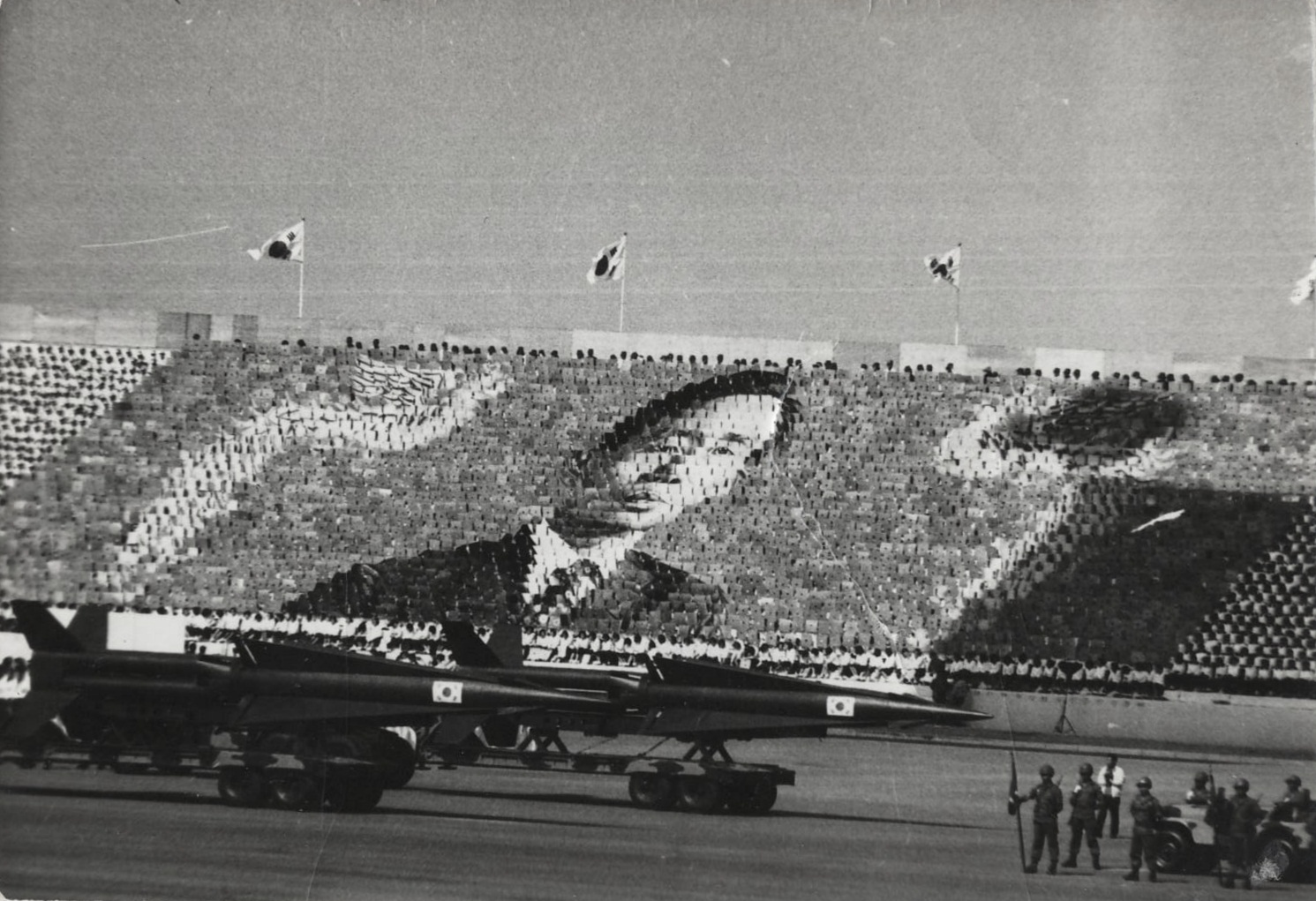
El Régimen Yushin incluyó también un fuerte componente de culto a la personalidad: el retrato de Park tenía que estar colgado en todos los espacios públicos y apareció también en sellos de correos. En la foto un mural de pancartas en su honor en un desfile militar, en 1973.

El Régimen Yushin fue rápidamente enfrentado por toda la oposición, tanto política como social (artistas, estudiantes, líderes religiosos…). Park reprimió a los opositores a través de la fuerza, para lo que empleó a la Agencia Central de Inteligencia de Corea como brazo de presión, de manera que se obligaba a confesar crímenes y acciones no cometidas a los sospechosos de ser enemigos del régimen, que eran más tarde ejecutados o encarcelados. Sin embargo, esto no impidió que siguiese el enfrentamiento entre la sociedad civil y el presidente.
El 15 de diciembre de 1972 hubo elecciones al Consejo Nacional para la Unificación, y el día 23 de diciembre de 2357 de los 2359 delegados electos votaron a favor de Park en el Estadio Jangchung de Seúl; fue investido presidente el 27 de diciembre. De esta manera, comenzó el régimen. La élite gobernante ganó las elecciones legislativas de 1973 y 1978, pues usó para ello el tercio de diputados a los que tenía derecho, y también venció en las presidenciales de 1978 en otra “votación de estadio”, por lo que Park siguió en el poder, a pesar de que la oposición ganara el voto popular en las últimas legislativas bajo su mandato.
Se ejerció el poder habilitante en al menos cuatro ocasiones: la primera fue el 8 de enero de 1974, para prohibir cualquier acto en contra de la Constitución o del Presidente y evitar que se difundiera información sobre tales acto. El siguiente decreto de emergencia permitió arrestar sin previo aviso a los violadores del primer decreto y encarcelarlos hasta 15 años, el siguiente eliminó los impuestos a las rentas más bajas, y el último prohibió una organización estudiantil por ser supuestamente subversiva y ordenó el cierre de los institutos a los que asistían los miembros.
Estados Unidos, y en especial la administración de Jimmy Carter, condenó el régimen surcoreano por violación de los derechos humanos, por lo que, como medida disuasoria, amenazó con retirar una parte del contingente de tropas estacionado en el país si estas actitudes no cesaban. Para dar mayor legitimidad a la dictadura, Park convocó el Plebiscito de Corea del Sur de 1975 (similar al que se celebraría tres años más tarde en Chile), que amañó para mostrar ante la comunidad internacional que los votantes apoyaban supuestamente su gestión.
Finalmente, la tensión y desgaste, unidos a un enfrentamiento de facciones internas del poder en la etapa crítica del régimen, provocaron que el líder de la agencia de inteligencia asesinase el 26 de octubre de 1979 (día conocido en Corea del Sur como 10.26) a Park. Con este hecho comenzó una serie de protestas y golpes de estado que desembocaron en otra dictadura, de corte más liberal, en la que el general Chun Doo-hwan ejerció de jefe de Estado. Este régimen duró hasta 1987, cuando se eligió, por primera vez en veintiséis años, a Roh Tae-woo como presidente de manera democrática en elecciones libres y abiertas.